# Dongjak-dong
Dongjak-dong là một dong, phường của Dongjak-gu ở Seoul, Hàn Quốc.

## Liên kết
- Bản đồ và thống kê của Dongjak-gu[liên kết hỏng]